# 耶律余睹
耶律余睹（やりつ よと、? - 1132年）は、遼の宗室、遼と金に仕えた武将。耶律余覩・耶律余都姑とも表記される。妻は天祚帝の側室の蕭文妃の妹。

## 概要
天慶年間に金吾衛大将軍・上京路都統に任じられ、金の太祖に備えた。天慶9年（1119年）、東京留守の耶律撒八が反乱を起こしたため、耶律余睹は領兵を率いて鎮圧し、耶律撒八を捕虜とした。
保大元年（1121年）、北院枢密使蕭奉先が妹の蕭元妃が生んだ秦王耶律定を太子にすべく、弟の蕭嗣先とともに「余睹は蕭文妃と図って晋王耶律敖盧斡を擁立する陰謀を企んでいる」と天祚帝に讒言した。余睹は危険を感じて、金に降伏した。蕭文妃は死を賜り、耶律敖盧斡も保大2年（1122年）正月に殺害された。
間もなく、天祚帝は同年2月に宗族の耶律大石・李処温・張琳・蕭乾らに従父の秦晋王耶律淳（北遼の天錫帝）を補佐させる形で、雲中の陰山に逃げてしまった。保大5年（1125年）、天祚帝は金に降伏し、遼は滅亡してしまった。
一方、先に帰順した耶律余睹は金の皇族の粘没喝（完顔宗翰）の武将として、都元帥府・右都監に任じられ、西京（大同）の統括に当たった。間もなく南宋の武将の郝仲連らが軍勢を率いて、黄河を越えて遠征を仕掛けてきたので、耶律余睹はこれを迎え撃った。余睹は、郝仲連ら数万の軍勢を壊滅させた。
天会8年（1130年）、耶律余睹は、後に東トルキスタンに逃れ西遼の初代皇帝に即位する同族の耶律大石への遠征を命じられた。当時まだモンゴル高原に駐屯していた耶律大石と耶律余睹は戦火を交えたが、耶律大石は突然退却し、耶律余睹はそのまま追撃しなかった。
ところが、金の太宗はこの戦果を疑い、「耶律余睹と耶律大石は相互に遼の王族であるために、密談によって激戦しなかったのではないか？」と勘付いて、そのため耶律余睹に使者を出してその妻子を人質に寄こすように厳命した。
耶律余睹はこのことに不安を感じ「今度は自分が誅殺されるのではないか」と判断した。こんなときに南宋の高宗から帰順の使節が到来した。耶律余睹はこれに喜んで応じた。
やがて、天会10年（1132年）、粘没喝が南宋討伐のため中都に赴いたときに、すでに耶律余睹は中都にいた妻の一族である燕京路都軍の蕭高六・蔚州節度使の蕭特謀と共謀し、金の統制に不満を持つ有力契丹族と連携し、9月9日に警戒を解いた狩猟中の太宗ら完顔氏一門を屠る大計画を立てた。
しかし、蕭高六のもとに送られた耶律余睹の密使が粘没喝の武将に捕らわれて漏れてしまった。さらに同族の雲内節度使の耶律奴哥が金の軍事力をおそれて密告したため、蕭高六は逮捕されて処刑され、蕭特謀は自決した。
この報に接し、耶律余睹は家族とともに西夏を経て親族の大石のもとに落ち延びようとしたが、西夏の崇宗（李乾順）は金と盟約し耶律余睹を討伐したため、やむなく北へ迂回して東トルキスタンへ向かった。しかし、耶律余睹はその途中でモンゴル系のタタル（韃靼）部に捕らわれ、間もなく息子たちとともに処刑された。耶律余睹父子の首級はそのまま金に送られた。

## 家族
- 正室：蕭氏（遼天祚帝の蕭文妃の妹）
- 側室：鄭巧巧、張小花（元はみな北宋の徽宗の夫人）

## 伝記資料
- 『遼史』 巻102　列伝第32
- 『契丹国志』巻19
- 『金史』